# Сражение при Ла-Марфе
Сражение при Ла-Марфе (фр. Bataille de la Marfée) или Сражение при Седане произошло 6 июля 1641 года во время франко-испанской войны 1635–1659 годов, части Тридцатилетней войны. Сражение произошло недалеко от Седана между французской армией во главе с маршалом Гаспаром III де Колиньи и имперско-испанской армией под командованием Гийома де Ламбуа, поддержанной французскими повстанцами графа де Бурбон-Суассона и герцогом Буйонским.

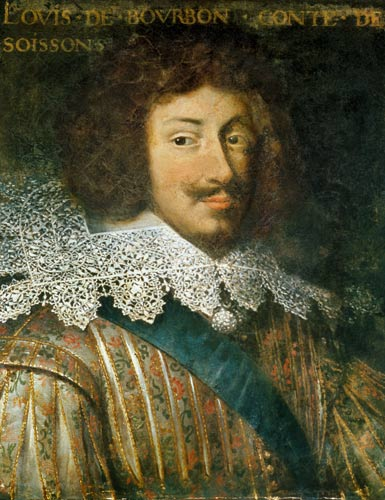
Людовик де Бурбон граф де Суассон — лидер повстанцев

## Военно-политическая обстановка
В начале 1641 года главный министр Испании Оливарес планировал против французской власти одновременные восстания в Седане и в Гиени. Граф де Бурбон-Суассон и Анри II де Гиз, давние противники Ришельё, финансировались Испанией и Австрией и базировались в княжестве Седан, входившем в то время в состав Священной Римской империи. Их поддерживал герцог Буйонский. Ришелье был заранее проинформирован о заговоре и в апреле 1641 года приказал маршалу де Колиньи захватить Седан. 
25 июня французы заняли позиции напротив Седана на восточном берегу Мааса, но были выбиты артиллерийским огнем из города. Колиньи двинулся дальше вверх по левому берегу Мааса, к Ремийи-Айикуру, и стал ждать обещанного подкрепления от Карла Лотарингского, которое так и не прибыло. 

## Ход сражения
5 июля Суассон и Буйон покинули Седан с тремя тысячами французских добровольцев и валлонских наемников, заняв позицию вокруг деревни Ла-Марфе, где к ним присоединился семитысячный испанский контингент под командованием Гийома де Ламбуа, предоставленный кардинал-инфантом Фердинандом Австрийским, губернатором Испанских Нидерландов. Испанская пехота расположилась в близлежащем лесу, кавалерия Буйона располагалась на равнине слева от них, а кавалерия Суассона служила резервом.
Утром 6 июля Колиньи выступил из своего лагеря в Ремийи и начал марш к равнине по лесистой и очень пересеченной местности. Пошёл сильный дождь, который задержал французов до 10:00. Они построились в две колонны и через час достигли Ла-Марфе. По прибытии на место Колиньи обнаружил, что его артиллерия, состоявшая из четырех легких орудий, отстала, но не стал ждать и двинул свою пехоту в атаку в лес. Испанцы сначала отступили, но Ламбуа быстро отреагировал, восстановил порядок в их рядах и отразил атаку. 
Буйон, спрятавший своих всадников за холмом, дождался сигнала и атаковал правый фланг французов. Их командир, маркиз де Праслен, был убит, а его кавалерия в панике бежала, расстроив ряды собственной пехоты, которая также бежала. Французская кавалерия левого фланга удержала свои позиции и отступила в полном порядке.

## Результаты
Бой закончился менее чем за 45 минут. Французы потеряли 4000 человек пленными, а также артиллерию и обоз. Граф Суассон погиб в конце битвы при странных обстоятельствах. Без руководства Суассона его сторонники вскоре отказались от своего дела, и возможность положить конец Ришельё исчезла. К июню 1642 года восстание было полностью подавлено. Буйон спас себе жизнь, только перейдя из кальвинизма в католицизм и отдав свое герцогство Королевству Франции.